# Interregionale Gewerkschaft Arbeiter-Allianz
Die Interregionale Gewerkschaft Arbeiter-Allianz (russisch Межрегиональный Профсоюз Рабочая Ассоциация Meschregionalny Profsojus Rabotschaja Assoziazija, kurz MPRA (МПРА)) ist eine 2006 gegründete russische Gewerkschaft, die mit rund 2500 Mitgliedern in rund 40 Betrieben in vor allem internationalen Automobilkonzernen vertreten ist. Die MPRA wurde am 10. Januar 2018 als erste Gewerkschaft seit der Sowjetunion durch das Stadtgericht St. Petersburg verboten. Grund hierfür sind Gelder, die vom Globalen Gewerkschaftsdachverband IndustriALL an MPRA geflossen sind. Zudem habe sich die MPRA politisch betätigt, was nicht Teil ihrer Statuten sei.

## Geschichte
Die Interregionale Gewerkschaft Arbeiter-Allianz wurde im Jahr 2006 durch Aleksej Etmanow gegründet, der bereits seit 2003 im Ford-Werk Wsewoloschskbei St. Petersburg als Schweißer beschäftigt war. Etmanow war im Jahr vor der Gründung der MPRA bei brasilianischen Ford-Arbeitern zu Gast gewesen und gründete zuerst eine Betriebsgewerkschaft, die dann 2006 in die MPRA aufging. Bereits vor ihrem ersten Geburtstag setzte die Gewerkschaft durch „Bummelstreiks“ zwischen 14 und 17 Prozent Steigerung ihrer Löhne durch. Im Folgejahr streikte die MPRA für 25 Tage, um den Mindestlohn von 450 bis 550 (nach anderen Angaben durchschnittlich 625) Euro für die Werksarbeiter weiter anzuheben, da sich die Inflation in Russland zu diesem Zeitpunkt auf rund 9 Prozent belief. Von den damals 2.000 Beschäftigten waren 1.500 gewerkschaftlich organisiert und im Streik. Auch die Niederlassung des Automobil-Zulieferers Benteler wurde bestreikt, teilweise waren Polizisten der dem russischen Innenministerium unterstehenden Sondereinheit OMON zur Unterstützung des Werkschutzes anwesend, der führende Gewerkschaftsvertreter wurde entlassen, allerdings scheiterte ein späteres Gerichtsverfahren, in dem Benteler den Streik für unrechtmäßig erklären lassen wollte.

## Verbot 2018
Am 10. Januar 2018 wurde die MPRA durch das Stadtgericht St. Petersburg verboten. Da die MPRA finanzielle Zuwendungen durch den internationalen Gewerkschaftsdachverband IndustriALL erhielt, hätte sich die Gewerkschaft nach dem Gesetz zu Nichtregierungsorganisationen als „Ausländischer Agent“ registrieren lassen sollen. Nach dem Gerichtsurteil seien rund 470.000 Euro an die MPRA geflossen. Die MPRA entrichtet nach eigenen Angaben einen jährlichen Mitgliedsbeitrag in Höhe von 1.470 bis 3.700 Euro an IndustrieALL. In entgegengesetzte Richtungen seien lediglich 5.147 Euro zur Finanzierung von Schulungen für Mitglieder überwiesen worden.
Für das Verbot war darüber hinaus maßgeblich, dass die MPRA Unterschriftensammlungen im Zuge einer Kampagne zur Unterstützung von Berufskraftfahrern durchführte, die selbstorganisiert gegen eine Fernstraßen-Maut protestierten und einen Aufruf gegen die Schließung von Krankenhäusern in Moskau verbreitete. Letztlich wurde auch eine 2016 durchgeführte Unterschriftensammlung für eine gesetzliche Kopplung der Löhne an die Inflationsrate vorgehalten.
Damit übe die MPRA eine „politische Tätigkeit“ aus, die für Gewerkschaften nicht vorgesehen sei. Aleksej Etmanow führt das Verbotsverfahren auf den lang anhaltenden Konflikt mit dem Gouverneur der Region Kaluga zurück, Anatoli Artamanow. Artamanow hat die Region zu einer Sonderwirtschaftszone umgestaltet, in der ausländische Unternehmen bei massiven Steuervergünstigungen Niederlassungen gründen. Gewerkschaftliches Engagement hemme die Investitionsbereichtschaft.
Im Januar 2018 kündigte Etmanow ein Verfahren vor Russlands oberstem Gerichtshof zur Überprüfung der Gewerkschaft an, gegebenenfalls werde sich die MPRA neu gründen. Die Betrachtung der vorgeworfenen Tätigkeiten als „politische Aktion“ sei nicht haltbar, da entsprechend alle gewerkschaftlichen Aktionen einen entsprechenden Charakter hätten. Die Zahlungen der IndustrieALL an die MPRA sei zudem durch die Konvention der Internationalen Arbeitsorganisation geschützt.
Im Mai 2018 wurde die Entscheidung vom Obersten Gericht wieder zurückgenommen.